# Sesostris-III.-Pyramide

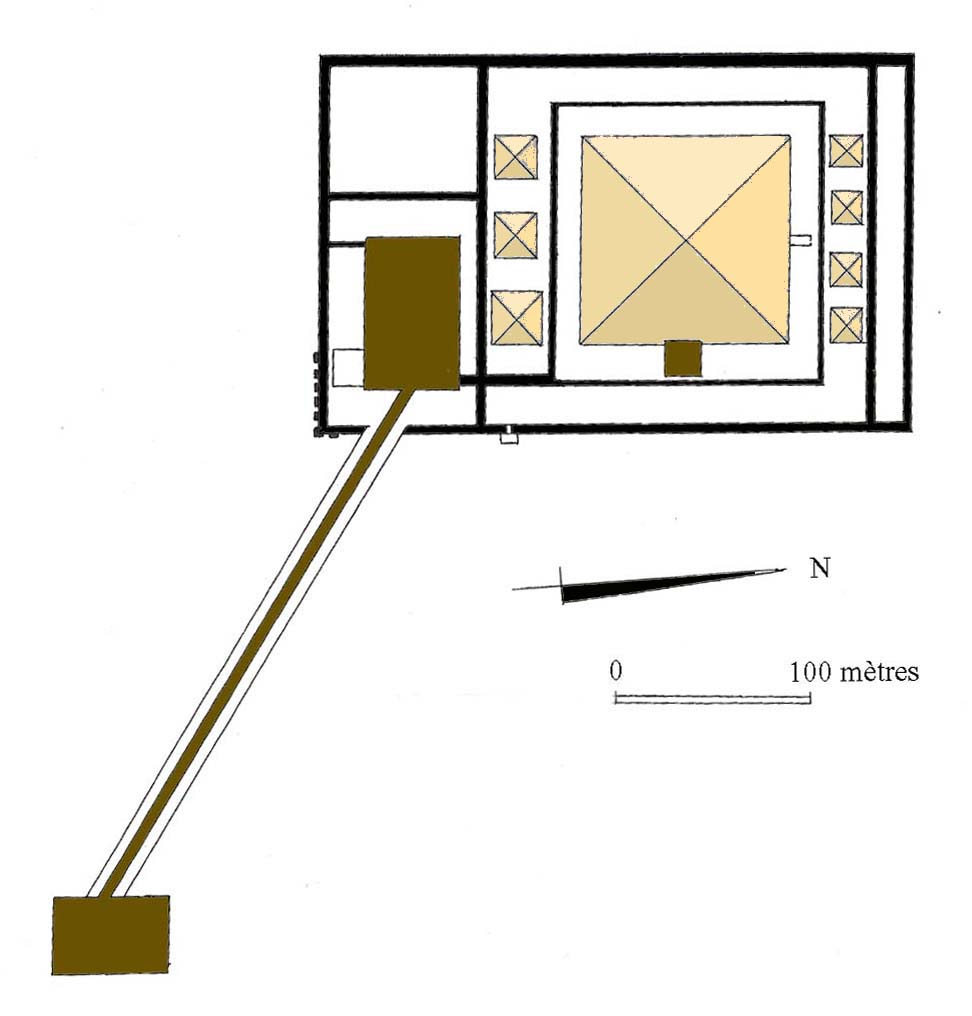
(rekonstruierter) Plan der Pyramidenanlagen von Sesostris III.

Die Sesostris-III.-Pyramide ist ein Monumentalbau und das mögliche Grabmal des altägyptischen Königs Sesostris III. aus der 12. Dynastie im Mittleren Reich. Sie befindet sich in Dahschur, nordöstlich der Roten Pyramide des Königs Snofru.

## Forschungsgeschichte
Die Pyramide wurde am 8. September 1839 von John Shae Perring besucht, der unter Richard William Howard Vyse arbeitete, der auch seine Untersuchungen publizierte. Er versuchte vergeblich den Eingang der Pyramide zu finden, fand aber einen Block mit dem Namen von Sesostris III. und konnte den Bau diesem Herrscher zuordnen. Die Preußische Expedition nach Ägypten 1842–1845 unter Leitung von Karl Richard Lepsius hielt sich zwischen Februar und April 1843 in Dahschur auf. Lepsius nahm die Sesostris-III.-Pyramide unter der Nummer XLVII und ihre südöstliche Königinnenpyramide unter der Nummer XLVIII in seine Pyramiden-Liste auf. Lepsius konnte außerdem den Aufweg lokalisieren. Gaston Maspero versuchte 1882/83 mit unrühmlichen Methoden die Grabkammer und den Eingang der Pyramide zu finden. Er ließ tausende Tonnen an Ziegeln abtransportieren, war aber dennoch erfolglos und hinterließ ein riesiges Loch in der Pyramide, das noch heute ihr Aussehen bestimmt. Wesentlich erfolgreicher war Jacques de Morgan, der an der Pyramide sechs Monate von Januar bis Juni 1894 und im November 1894 arbeitete. Er fand die Sargkammer in der Pyramide und zwei unberaubte Schmucktruhen in einer unterirdischen Galerie nördlich der Pyramide. Im April 1907 führte Alessandro Barsanti eine Nachgrabung in den Abraumhalden de Morgans durch und fand zahlreiche übersehene Objekte. Gustave Jéquier untersuchte zwischen Dezember 1924 und März 1925 den unteren Bereich des Aufwegs und versuchte den Taltempel zu lokalisieren, was ihm jedoch nicht gelang. Neuere, großflächige Ausgrabungen finden seit 1990 unter der Leitung von Dieter Arnold vom Metropolitan Museum of Art statt. 2002 legte er eine ausführliche Grabungspublikation vor, welche die Ergebnisse der Kampagnen zwischen 1990 und 1999 zusammenfasst. Über die Grabungen der folgenden Jahre wurden bislang nur Vorberichte veröffentlicht.

## Name
Eine Besonderheit der Pyramiden der 12. Dynastie ist die Verwendung unterschiedlicher Namen für verschiedene Teile des Pyramidenkomplexes. Während die Anlagen des Alten Reiches lediglich einen Namen für den gesamten königlichen Grabkomplex besaßen, hatten die Anlagen der 12. Dynastie bis zu vier Namen, welche die eigentliche Pyramide, den Totentempel, die Kultanlagen des Bezirks sowie die Pyramidenstadt bezeichneten. Für die Sesostris-III.-Pyramide sind zwei Namen belegt. Schon seit Anfang des 20. Jahrhunderts ist der Name des Totentempels bekannt. Dieser lautete Qebeh-Senweseret („Sesostris ist kühl“). Hartwig Altenmüller vermutete, dass dieser Name zugleich den Rest des Bezirks bezeichnete, wie dies auch bei anderen Pyramidenanlagen der 12. Dynastie der Fall war. Dieter Arnold fand bei seinen Grabungen aber noch eine weitere Namensnennung, die nur auf dem Fragment einer Truhe im Grab der Königin Weret II belegt ist. Dieser Name lautet Ba-netjeri-cheperu („Erscheinungen des göttlichen Ba“) und wird von Arnold für die Bezeichnung des Pyramidenbezirks gehalten. Die Namen der Pyramide und der Pyramidenstadt sind nach wie vor unbekannt. Der moderne arabische Name der Pyramide lautet Haram Makubbub (die runde oder flache Pyramide).

## Die Pyramide

### Der Oberbau
Die Länge der Pyramidenbasis wurde von Perring mit 106,64 m und von de Morgan mit 104,90 m gemessen. Das von den Erbauern angestrebte Basismaß dürfte daher 200 Ellen (105 m) betragen haben. Da die Fundamente eine Seitenlänge von 108,20 m haben, zieht Arnold aber auch ein Basismaß der Pyramide von 204 Ellen (107,10 m) in Betracht. Wegen des schlechten Erhaltungszustands des Bauwerks existieren unterschiedliche Angaben über den Böschungswinkel und damit auch die Höhe. Perring gab 51° 20′ 25″ an. De Morgan machte widersprüchliche Angaben, indem er den Böschungswinkel im Text seiner Grabungspublikation mit 56° angab, in der Rekonstruktionszeichnung hingegen mit 50°. Die Textangaben de Morgans wurden von vielen Autoren übernommen, erwiesen sich aber nach erneuten Messungen durch Arnold als fehlerhaft. Arnolds Messungen ergaben stets Werte um 50°. Die tatsächliche Böschung dürfte daher ein Verhältnis von 6:5 Handbreit (50° 11′ 40″) gewesen sein. Bei einem Basismaß von 200 Ellen und einem Böschungswinkel von 50° ergibt sich somit eine ursprüngliche Höhe von 62,57 m.
Der Ziegelkern der Pyramide steht auf einer 25 bis 30 cm hohen Gebel-Plattform. Um diese Plattform gab es einen 0,5 bis 1 m tiefen und 4,5 bis 4,9 m breiten Graben, der mit vier Schichten von Ziegeln angefüllt war und die Steinfundamente der Außenverschalung stützte. Der Kern der Pyramide besteht aus großen, grauen Lehmziegeln, die in zwei Größen vorkommen: 12,8 × 20 × 38 cm und 14,2 × 23,0 × 43 cm. Auf diesen Ziegeln befinden sich 24 verschiedene Typen von Fingereindrücken. In dem Schlamm der Ziegel fanden sich zahlreiche Gefäßscherben aus dem Alten Reich, die zur Stärkung des Materials dienten, aber auch andeuten, dass sich die Ziegelproduktion nicht weit von einer Ruine oder einem Schutthügel aus dem Alten Reich befand. Die Ziegel sind ohne Mörtel verlegt worden und die Fugen nur mit reinem Sand verfüllt worden.
Der gesamte Pyramidenkern ist dann mit feinen Tura-Kalksteinen verkleidet worden, die mit Krampen zusammengehalten wurden. Die Steinverkleidung war einst vielleicht 4,5 m stark, wie die Lehmziegelfundamente der Verkleidung andeuten. Die Blöcke waren einst sehr groß, doch sind keine von ihnen vollständig erhalten. Vyse fand noch einen 0,59 × 1,83 × 2,52 m großen Block.

### Die Nordkapelle
An der Nordseite der Pyramide befand sich eine kleine Nordkapelle. Sie ist heute weitgehend zerstört und die wenigen Reste liegen unter Schutt begraben. Die Kapelle wurde von Perring und Lepsius kurz beschrieben, allerdings wurde kein Plan angefertigt. Perring verzeichnete eine etwa 8,20 m lange Ziegelplattform, die wohl als Fundament für die Nordkapelle diente. Dieter Arnold nimmt für die Kapelle eine Länge von 15 Ellen (7,875 m) und eine Breite von 10 Ellen (5,25 m) an. Nach Perrings Beschreibung besaß die Kapelle einen Portikus und ein Kraggewölbe. Arnold konnte 1993 Reste einer Hohlkehle und eines Rundstabs bergen, die vielleicht zur Nordkapelle gehörten.

### Der Totentempel
Östlich war der Totentempel vorgelagert. Dieser ist ebenfalls zerstört und nicht mehr zu rekonstruieren. Von ihm fand sich nur noch die Plattform aus Lehmziegeln, nach dem er eine Fläche von etwa 18 × 15 m einnahm. Es fanden sich noch Fragmente von Reliefs und Bauelementen. Fragmente von rotem Granit, die sich im Bereich des Pyramidentempels fanden, stammen wahrscheinlich von einer Scheintür.

### Das Kammersystem
Bei dem Versuch, in das Innere der Pyramide zu gelangen, grub Jacques de Morgan im Jahr 1895 einige Gänge in den Schuttberg und stieß dabei auf einen alten Grabräuberstollen, der direkt zur Grabkammer führte. So lokalisierte er auch den richtigen Eingang, der sich außerhalb der Pyramide im Hof an der Westseite befindet. Der absteigende Gang führt unterhalb des Gebäudes abknickend zu einer Vorkammer; von dort gelangt man zur Grabkammer und zu einer weiteren Kammer.
Die Wände bestehen aus Granit, der mit Gips geweißt wurde. Die Gewölbedecke aus Granit wird durch zehn darüber angeordnete Kalksteinbalken von je 30 Tonnen Gewicht nochmals entlastet.

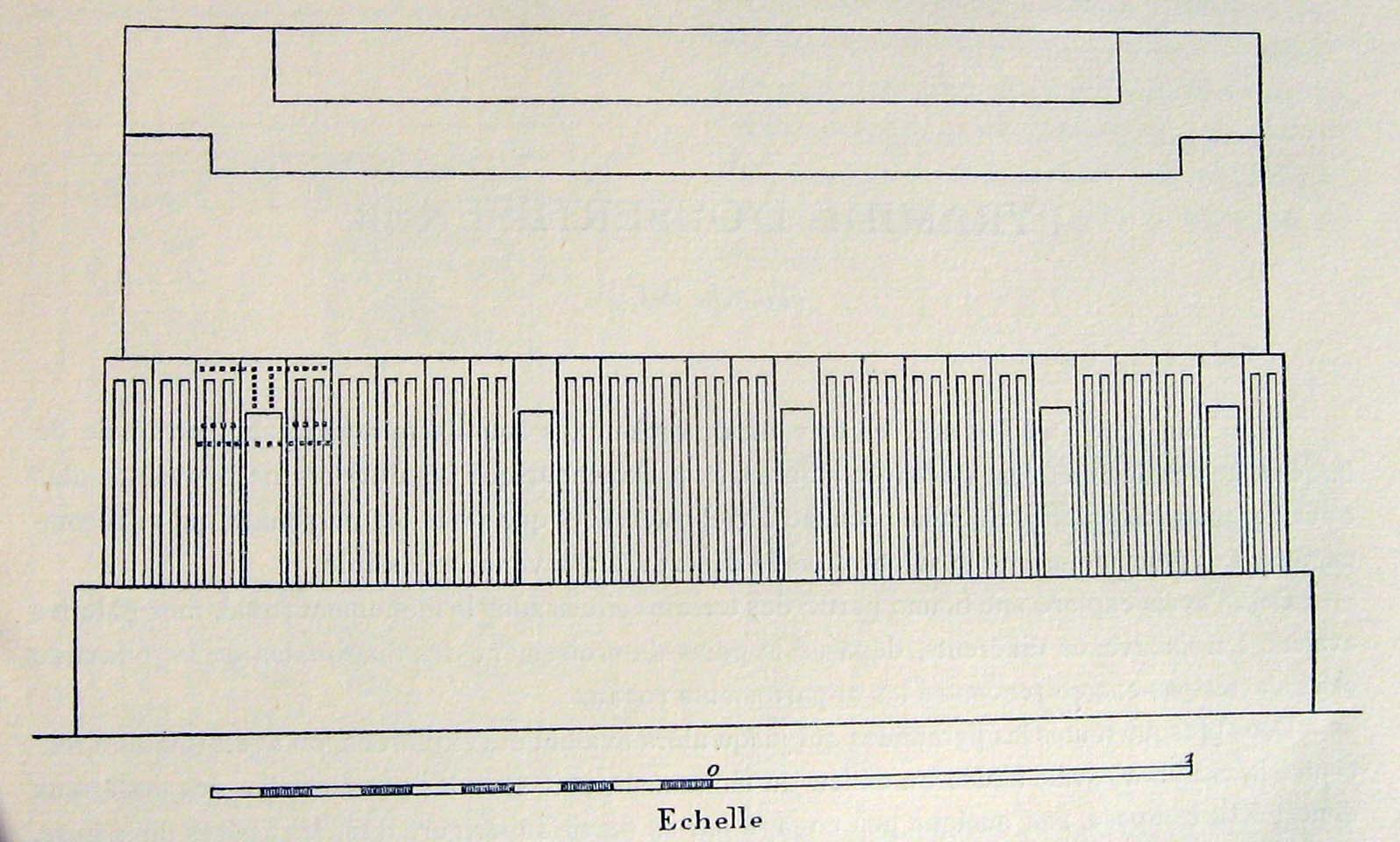
Umzeichnung des königlichen Sarkophags nach de Morgan

An der Westseite der Grabkammer stand der leere Sarkophag. Er besteht aus Rosengranit und weist mehrere Neuerungen auf, die prägend für die Sarkophage der späten 12. Dynastie sind. Die Sarkophagwanne besitzt einen zweistufigen Sockel, dessen unterer Teil glatt ist und dessen oberer Teil eine Nischengliederung aufweist. Die Nischengliederung hat eine Höhe von 0,46 m. Sie weist östlichen Langseite fünf Tore und an den beiden Schmalseiten jeweils drei Tore auf. Das Dekor der Westseite ist unbekannt, da diese direkt mit der Westwand der Grabkammer vermauert ist. Der Sarkophagdeckel ist abgesetzt gewölbt und besitzt zwei Endlesiten. Wahrscheinlich imitiert er ein Ziegelgewölbe. Der Sarkophag hat am Fuß eine Länge von 2,55 m und eine Breite von 1,13 m. Im oberen Bereich ist er 2,35 m lang und 0,95 m breit. Seine Höhe beträgt 1,20 m ohne bzw. 1,425 m mit Deckel. Der Innenraum der Sarkophagwanne ist 1,95 m lang, 0,63 m breit und 0,71 m tief. Kanopen waren nicht vorhanden.
Da die Gänge der Pyramide auch nicht mit den üblichen Fallsperren versehen waren und Sesostris III. eine weitere große Grabanlage in Abydos besitzt, gehen viele Ägyptologen davon aus, dass er nicht in Dahschur, sondern in Abydos bestattet wurde.

## Der Pyramidenkomplex

### Taltempel und Aufweg
Der Taltempel wurde sowohl von Jequier als auch bei einer erneuten Untersuchung durch Arnold 1992 vergeblich gesucht. Arnold erreichte mit einem Suchschnitt vermutlich das untere Ende des Aufwegs. Grundwasser und die Grenze des Fruchtlands verhinderten aber eine Fortsetzung der Grabung nach Osten. Dennoch scheint die Lage des Tempels recht sicher bestimmbar zu sein: Am westlichen Rand des Fruchtlandes zeichnet sich innerhalb einer Obstplantage ein erhöhter Bereich ab, in dem schlechtes Pflanzenwachstum auf Steinfundamente im Boden hinweist. Über das genaue Aussehen des Tempels lassen sich keine Aussagen treffen. Die einzigen Funde aus diesem Bereich sind einige oberflächennah gefundene, undekorierte Fragmente aus Granit und Alabaster.
Der verwehte Aufweg zeichnet sich deutlich im Gelände ab. Er wurde bereits von de Morgan auf einem Plan des Pyramidenkomplexes verzeichnet und am oberen Ende ergraben. Jequier führte Grabungen am unteren Ende durch und Arnold grub zwischen 1990 und 1993 an fünf Stellen. Der Aufweg läuft von Südost nach Nordwest auf die Pyramide zu und mündet in der südlichen Erweiterung des äußeren Hofs in den Südtempel. Er hat eine Länge von 250 m und eine Breite von 22,65 m. Er gliedert sich in einen etwa 9,15 m breiten inneren Aufweg mit Kalksteinplaster und Ziegelwänden mit Kalksteinverkleidung sowie zwei diesen flankierende äußere Wege von 3,00 m Breite, die von 3,75 m dicken Ziegelmauern begrenzt werden. Die inneren Mauern sind noch bis zu einer Höhe von etwa 3,50 m erhalten, die äußeren bis zu einer Höhe von 3,00 m, die ursprüngliche Höhe dürfte etwa 7,00 m betragen haben. Sowohl Jequier als auch Arnold fanden zahlreiche Reliefbruchstücke. Da jedoch keines an seinem ursprünglichen Anbringungsort gefunden wurde, ist nicht sicher, ob die Fragmente von der Wanddekoration des Aufwegs stammen oder von Steinräubern von den Tempeln der Pyramide verlagert wurden.
Am unteren Ende ermöglichte eine nord-südlich verlaufende Unterführung die Passage des Aufwegs. Sie besteht aus einem 22 m langen Tunnel mit einer ursprünglichen Höhe von etwa 2,30 m. Das Plaster, die Wände und wohl auch die Decke bestanden aus Kalksteinplatten. Zum Ableiten des Drucks waren zwischen dem Tunnel und dem Aufweg Bögen aus Ziegeln angebracht.
Die äußeren Wege und die sie begrenzenden Mauern enden an der äußeren Umfassungsmauer. Am nördlichen Ende wurde eine große Zahl von Modellgefäßen gefunden, die hier wohl ursprünglich in einer Grube deponiert waren. Der mittlere Weg führt durch das Haupttor der Umfassung und mündet in den Vorhof des Südtempels. Etwa auf halber Strecke zwischen Umfassung und Südtempel entdeckte de Morgan ein beraubtes ptolemäisches Schachtgrab, dessen Besitzer laut einer Inschrift der Polizeichef Herenpawerupenneith war. Auch die Statue eines Senbebu aus dem Mittleren Reich wurde hier gefunden. Es ist unklar, ob diese nur verlagert wurde, oder ob das Grab im Mittleren Reich angelegt und in der Ptolemäerzeit usurpiert wurde.

### Die äußere Umfassungsmauer und der äußere Hof
Der Pyramidenkomplex wurde in der Regierungszeit des Königs im Norden und im Süden erweitert. Der südliche Teil umschloss den Südtempel, der von Dieter Arnold teilweise rekonstruiert werden konnte. Der relativ kleine Bau enthielt einen Vorhof mit Papyrussäulen und den anschließenden Sanktuarien. Die Bruchstücke der Reliefs zeigen den König beim Sed-Fest und die Götter Chnum und Herischef.

### Die Königinnenpyramiden

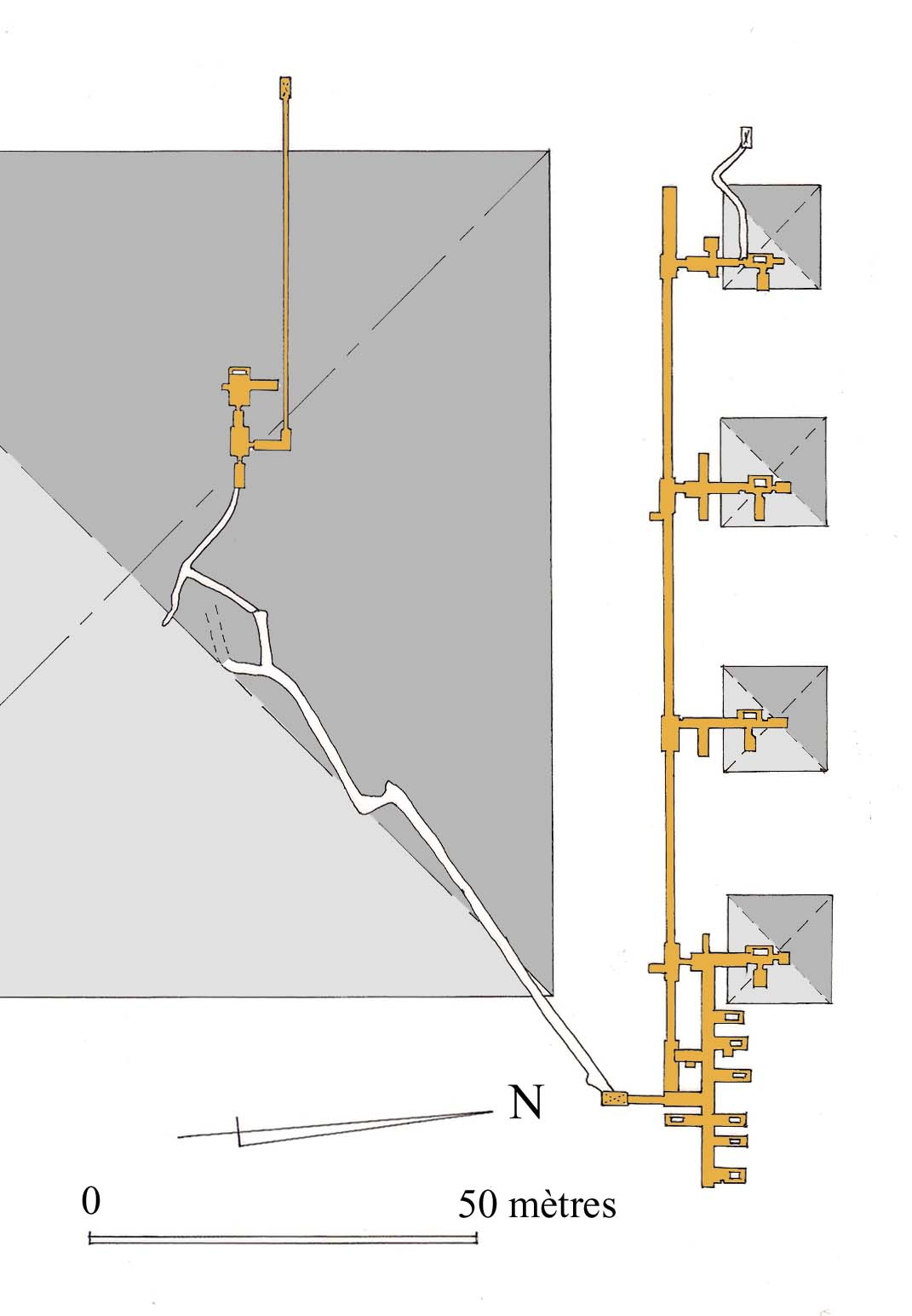
Plan der vier nördlichen Pyramiden mit den Grabkammern und dem verbindenden Gang

Innerhalb der Umfassungsmauer sind der Pyramide im Norden vier, im Süden zwei Königinnenpyramiden vorgelagert. Hier findet sich auch eine Kultpyramide, die etwas größer als die anderen ist. Von zwei der nördlichen Pyramiden ist der Name der Eigentümerin überliefert. Es handelt sich um die Königin Nofrethenut und die Königin Itakayet. Die beiden südlichen Pyramiden, die etwas größer als die nördlichen waren, gehörten der Königsgemahlin Weret (II.) und der Königsmutter Weret (I.) Die Räume in der Pyramide der Letzteren waren jedoch so klein, dass davon ausgegangen werden kann, dass Weret (I.) nicht hier, sondern wahrscheinlich in el-Lahun bestattet wurde. Die westlich gelegene Kultpyramide war wiederum größer als die beiden anderen südlichen Pyramiden.
Die Substruktur zeigt, dass die nördlichen Nebenpyramiden alle über einen Gewölbekorridor miteinander verbunden waren, von welchem vier Gruppen mit Kammern für die Sarkophage, Kanopen und die weitere Grabausstattung abzweigten. Ein noch tiefer liegender Gang führte zu acht weiteren Sarkophagen. Identifiziert werden konnten die Namen einiger Personen: die Prinzessinnen Menet und Senet-senebtisi sind durch Sarkophag-Inschriften belegt, von einer Sathathor fand de Morgan eine Truhe mit 333 Schmuckstücken, von Mereret einen noch größeren Schmuckschatz.
Erst 1994 entdeckte man im Bereich der südlichen Nebenpyramiden einen weiteren Grabschacht. Dieser führte über einen langen Stollen bis unter die Südwestecke der Hauptpyramide und endete in einer Vorkammer mit Grabkammer, in der einst die Königin Chenmetneferhedjet I. bestattet wurde. Chenmetneferhedjet I. war die Mutter des Sesostris III. und Ehefrau des Sesostris II.